# Sibbald
Sibbald är en udde i Antarktis. Den ligger i Östantarktis. Nya Zeeland gör anspråk på området.
Terrängen inåt land är varierad, och sluttar söderut. Trakten är obefolkad. Det finns inga samhällen i närheten.